# 消防庁長官表彰功労章

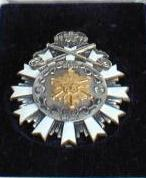
消防庁長官表彰功労章

消防庁長官表彰功労章（しょうぼうちようちようかんひようしようこうろうしよう）は、日本の消防庁長官が功労ある消防吏員または消防団員を表彰するために授与する記章のこと。消防に関する表彰としては勲章・褒章などの栄典に準じ、最も栄誉あるもののひとつである。
同功労章は、総務省消防庁が定める消防表彰規程（昭和37年消防庁告示第1号）第4条第1項第4号及び第5項を根拠規定とし、災害において消防作業に従事し、顕著な功労がある消防職員、消防団員、都道府県航空消防隊職員又は消防庁職員に対して定例表彰において授与される。主に消防司令以上の階級にある消防吏員、消防団長、或いは消防学校教頭職以上の職にそれぞれ10年以上、在職して、成績優秀なる者がその対象となる。同功労章は消防庁長官名により授与することを明記した章記とともに授与される。
なお、特別区消防団員の場合、同功労章受章者は第1号表彰歴章の佩用も許されている。同功労章は、受章者本人のみが佩用することができ、遺族はそれを保存することができる。
消防庁長官表彰特別功労章の制式即ち形容は、その他の消防庁長官表彰永年勤続功労章、消防庁長官表彰特別功労章などと同じであり、金色の消防章を中心に銀の装飾がなされているのが特徴である。

## 類似の表彰記章
- 消防庁長官表彰特別功労章
- 消防庁長官表彰顕功章
- 消防庁長官表彰功績章
- 消防庁長官表彰永年勤続功労章
- 消防庁長官表彰国際協力功労章